# Fado du Chêne
Fado du Chêne född 11 juni 2015, är en fransk varmblodig travhäst som tränades av Julien Le Mer och reds av Paul-Philippe Ploquin.
Han började tävla i december 2017 och inledde med två raka segrar. Han sprang in nästan 1 miljon euro på 48 starter, varav 14 segrar och 5 andraplatser samt 5 tredjeplatser. Den största segern kom i Prix de Vincennes (2018).
Han har även segrat i Prix Édouard Marcillac (2018), Prix Hémine (2018), Saint–Léger des Trotteurs (2018), Prix d'Essai (2018), Prix Camille de Wazières (2019), Prix Réne Palyart (2019), Prix Henri Ballière (2019), Prix Leon Tacquet (2019), Prix Émile Riotteau (2020), Prix Joseph Lafosse (2020) och Prix du Calvados (2021). Samt på andraplats i Prix des Centaures (2019), Prix Olry-Roederer (2019), Prix Georges Dreux (2021), Prix du Calvados (2023) och på tredjeplats i Prix Piérre Gamare (2018), Prix Philippe du Rozier (2019), Prix Hervé Céran-Maillard (2020), Prix des Élites (2020) och Prix de l'Île-de-France (2021).

## Statistik
| Statistik för Fado du Chêne (Ref.) | Statistik för Fado du Chêne (Ref.) | Statistik för Fado du Chêne (Ref.) | Statistik för Fado du Chêne (Ref.) | Statistik för Fado du Chêne (Ref.) | Statistik för Fado du Chêne (Ref.) |
| ---------------------------------- | ---------------------------------- | ---------------------------------- | ---------------------------------- | ---------------------------------- | ---------------------------------- |
| Starter                            | Placeringar                        | Startprissumma                     | Segerprocent                       | Platsprocent                       | Rekord                             |
| 48                                 | 14-5-5                             | 967 400 euro                       | 29 %                               | 50 %                               | 1.11,1ak,                          |

### Större segrar
| År   | Lopp                      | Kusk                  | Vinstbelopp | Grupp   |
| ---- | ------------------------- | --------------------- | ----------- | ------- |
| 2018 | Prix Édouard Marcillac    | Paul-Philippe Ploquin | 54 000 EUR  | Grupp 2 |
| 2018 | Prix Hémine               | Paul-Philippe Ploquin | 54 000 EUR  | Grupp 2 |
| 2018 | Saint–Léger des Trotteurs | Paul-Philippe Ploquin | 67 500 EUR  | Grupp 1 |
| 2018 | Prix d'Essai              | Paul-Philippe Ploquin | 90 000 EUR  | Grupp 1 |
| 2018 | Prix de Vincennes         | Paul-Philippe Ploquin | 108 000 EUR | Grupp 1 |
| 2019 | Prix Camille de Wazières  | Paul-Philippe Ploquin | 54 000 EUR  | Grupp 2 |
| 2019 | Prix Réne Palyart         | Paul-Philippe Ploquin | 54 000 EUR  | Grupp 2 |
| 2019 | Prix Henri Ballière       | Paul-Philippe Ploquin | 54 000 EUR  | Grupp 2 |
| 2019 | Prix Leon Tacquet         | Paul-Philippe Ploquin | 36 000 EUR  | Grupp 3 |
| 2020 | Prix Émile Riotteau       | Paul-Philippe Ploquin | 54 000 EUR  | Grupp 2 |
| 2020 | Prix Joseph Lafosse       | Paul-Philippe Ploquin | 54 000 EUR  | Grupp 2 |
| 2021 | Prix du Calvados          | Paul-Philippe Ploquin | 58 500 EUR  | Grupp 2 |